# Subkarabin

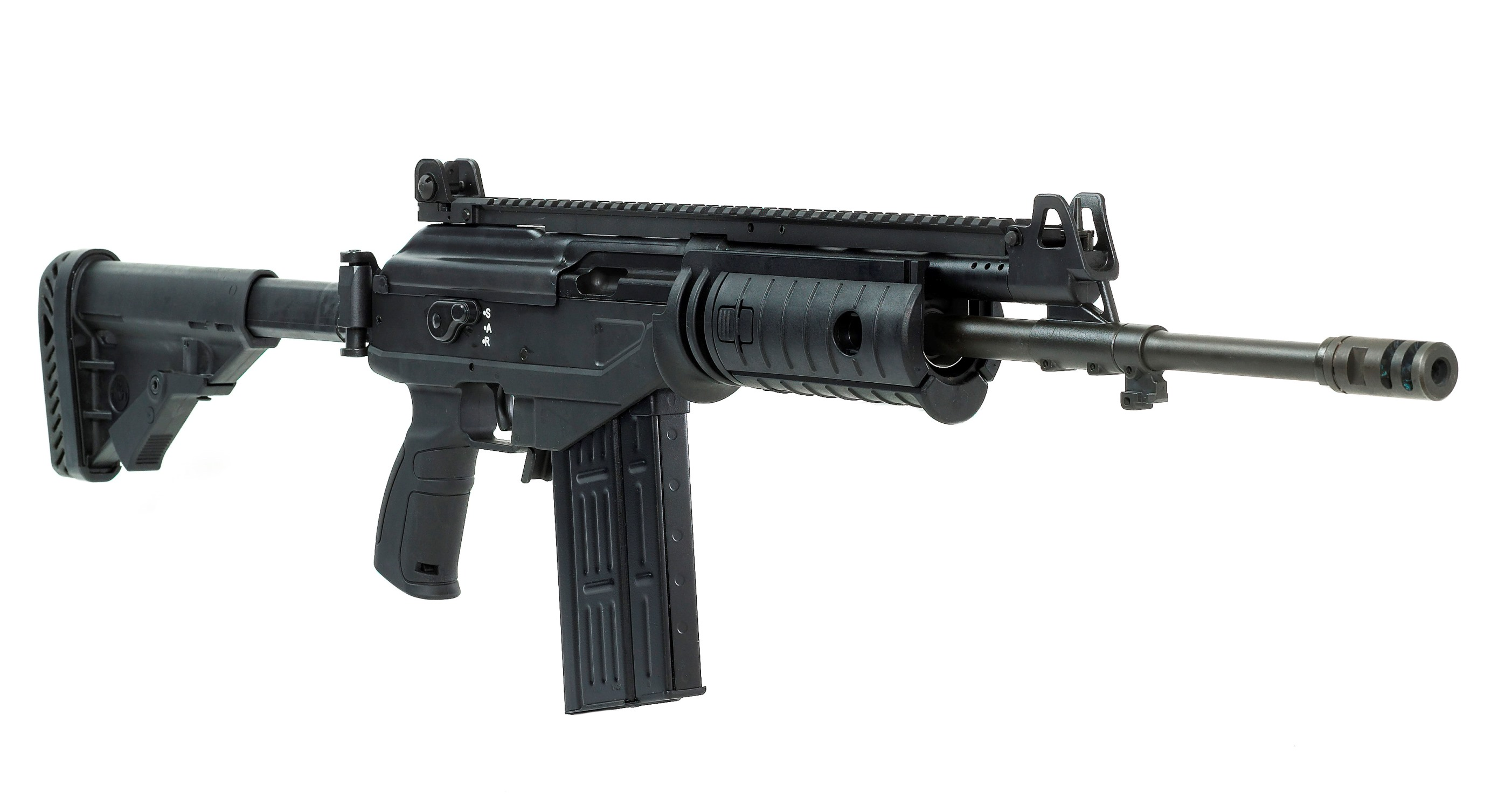
IWI ACE w wersji subkarabinu (IWI ACE 52) z lufą długości 409 mm

Subkarabin – rodzaj skróconego karabinu (najczęściej automatycznego) zasilanego amunicją karabinową, wyposażonego w lufę o długości do 450 mm.
Termin ten został wprowadzony w Wojsku Polskim w 2004 r. i od tego czasu funkcjonuje jako Polska Norma PN-V-01016. Subkarabin jest terminem nowym, nie funkcjonującym nigdy wcześniej w terminologii dotyczącej broni palnej. Tradycyjnie wobec tej klasy broni stosuje się nazwę karabinek, a używanie terminu subkarabin jest kwestią dobrowolną a nie obowiązkową.